# Bundesautobahn 113
Die Bundesautobahn 113 (Abkürzung: BAB 113) – Kurzform: Autobahn 113 (Abkürzung: A 113) – ist eine deutsche Autobahn. Sie verbindet den Berliner Stadtring (A 100) mit dem Berliner Ring (A 10) im Südosten Berlins und bindet auch den Flughafen Berlin Brandenburg an die Berliner Innenstadt an. Sie wird in Verkehrsmeldungen häufig als Zubringer Schönefeld bezeichnet.

## Verlauf
Die Autobahn beginnt am Dreieck Neukölln im Berliner Ortsteil Neukölln und verläuft südöstlich parallel zum Teltowkanal. Bei Adlershof überquert sie diesen und schwenkt südlich in Richtung Schönefeld zum Schönefelder Kreuz ab. Auf diesem Abschnitt mit naher Wohnbebauung liegen zwei Tunnel – die lange Unterquerung der Rudower Höhe sowie die kurze Unterquerung bei Altglienicke und die Überquerung des Berliner Eisenbahnaußenringes zwischen Rudow und Schönefeld. Schließlich erreicht sie im Süden am Schönefelder Kreuz den Berliner Ring und setzt sich als A 13 in Richtung Dresden fort. Um keine weitere Schneise in das Stadtbild zu schlagen, folgt ein Großteil der Strecke dem Verlauf der ehemaligen Berliner Mauer.

## Geschichte

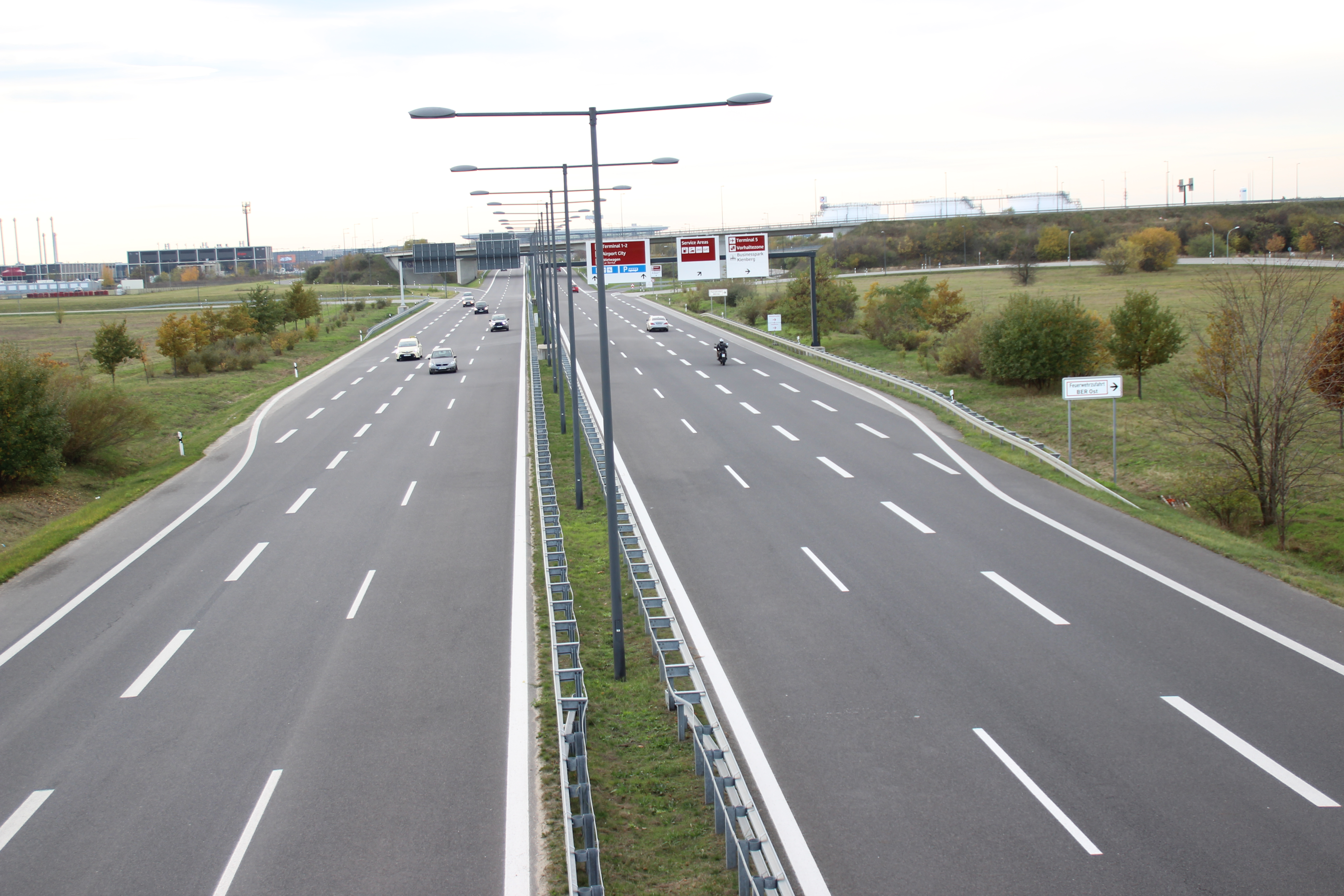
Die 2010 eröffnete Flughafen-Anschlussstelle des BER

Der erste Abschnitt dieser Autobahn wurde am 6. Oktober 1962 in der DDR als Verbindung zwischen dem Dreieck Treptow und dem Autobahnkreuz Schönefeld eröffnet. Nach der deutschen Wiedervereinigung erhielt diese Strecke die Bezeichnung A 113. Im Jahr 1992 wurde eine umfangreiche Neuplanung begonnen. Ab dem neu zu errichtenden Waltersdorfer Dreieck wurde eine Trasse nach Berlin-Neukölln projektiert, um den Südosten Berlins beidseits der ehemaligen Berliner Mauer besser an das Autobahnnetz und das Umland anzubinden. Diese Trasse sollte der neue Streckenverlauf der A 113 werden.
Im Jahr 1997 wurde nach Abschluss der Planungen mit dem Bau begonnen. Am 14. Juli 2004 konnte der Abschnitt zwischen AD Neukölln und Späthstraße eröffnet werden. Der folgende Abschnitt bis zur Anschlussstelle (AS) Adlershof wurde am 1. September 2005 durch den damaligen Bundesverkehrsminister Manfred Stolpe für den Verkehr freigegeben. Der Abschnitt von der AS Adlershof bis zum Waltersdorfer Dreieck folgte schließlich am 23. Mai 2008. Für den Bau dieses Abschnitts wurde ab 2007 die damalige nördliche Start- und Landebahn des Flughafens Berlin-Schönefeld abgerissen.
Seit der Eröffnung des letzten Teilstücks der A 113 zwischen dem AD Neukölln und dem Schönefelder Kreuz wird der alte Abschnitt zwischen den Autobahndreiecken Treptow und Waltersdorf als A 117 geführt.
Am 1. September 2010 wurde die neue Flughafen-Anschlussstelle, die den Flughafen Berlin Brandenburg direkt an die Autobahn anbindet, für den Verkehr freigegeben.
Der auf dem Berliner Stadtgebiet befindliche Teil der A 113 wurde mit einer Betonfahrbahn versehen. Bereits im Jahr 2009 zeigten sich auf dem Abschnitt zwischen den Anschlussstellen Späthstraße und Adlershof Schädigungen durch die Alkali-Kieselsäure-Reaktion (sogenannter Betonkrebs). In den Jahren 2016–2018 wurde die Fahrbahn in diesem Abschnitt saniert und dabei eine Asphaltdecke eingebaut.

## Streckenverlauf
- 1960: AD Berlin-Treptow – AD Waltersdorf – AK Schönefeld
- seit 14. Juli 2004: AD Neukölln – AS Späthstraße und AD Berlin-Treptow – AD Waltersdorf – AK Schönefeld
- seit 1. September 2005: AD Neukölln – AS Adlershof und AD Berlin-Treptow – AD Waltersdorf – AK Schönefeld
- seit 23. Mai 2008: AD Neukölln – AD Waltersdorf – AK Schönefeld, ehemaliges Teilstück AD Berlin-Treptow – AD Waltersdorf heißt seitdem A 117

## Naturschutzrechtliche Ersatzmaßnahmen
Als naturschutzrechtliche Ersatzmaßnahme für die Beeinträchtigungen in Natur und Landschaft durch den Bau der Autobahn wurde unter anderem ein Teil des Heidekampgrabens saniert. Mit Gesamtkosten von rund 1,5 Millionen Euro wurde dabei unter anderem als Bestandteil des überregionalen Berliner Mauerwegs ein großzügiger, gemeinsamer Fuß- und Radweg realisiert und der Graben vegetativ rekultiviert. Die Gestaltung erfolgte nach Plänen des Magdeburger Landschaftsarchitekturbüros Lohrer und Hochrein, das sich in einem Wettbewerb im Rahmen eines VOF-Verfahrens mit seinen Ideen durchgesetzt hatte.